# Пырейник даурский
Пырейник даурский (лат. Elymus dahuricus) — вид травянистых растений рода Пырейник (Elymus) семейства Злаки (Poaceae).

## Ботаническое описание
Многолетние травянистые растения. Корневище укороченное с короткими побегами. Стебли гладкие, 40—160 см высотой и 1,5—3 мм толщиной. Листья зелёные, плоские, реже отчасти по краям свёрнутые, голые, на верхней стороне и по краям немного шероховатые, 3—10 мм шириной; влагалища гладкие, язычок очень короткий.
Колос довольно густой, прямой или в своей верхней части слегка нагнутый, 9—17 см длиной и около 1 см шириной; членики оси его по ребрам жёстко-реснитчатые, 4—13 мм длиной. Колоски зелёные, расположены на уступах оси по 2 вместе, 11—16 мм длиной, 3—4-цветковые. Колосковые чешуйки почти одинаковые, ланцетовидные, 7—10 мм длиной и 1—1,5 мм шириной, на верхушке продолженные в короткую (1—4, редко 5 мм длиной) ость, с 3, реже 4—5, резкими жилками, голые, по жилкам более или менее шероховатые. Наружная прицветная чешуйка почти равна колосковым или немного их длиннее, ланцетовидная, с 5 жилками, голая, в верхней части более или менее шероховатая, на верхушке с длинной (10—23 мм длиной) остью, превышающей чешуйку в 1,5—2, реже до 2,5 раз. 2n=42.

## Распространение и экология
Азия. Встречается в горах по лесным лугам, лесистым склонам, лиственничным лесам, по берегам ручьев.

## Синонимы
- Clinelymus cylindricus (Franch.) Honda
- Clinelymus dahuricus (Turcz. ex Griseb.) Nevski
- Clinelymus excelsus (Turcz. ex Griseb.) Nevski
- Clinelymus submuticus Keng
- Clinelymus tangutorum Nevski
- Clinelymus villosulus (Ohwi) Honda
- Elymus beijingensis B.S.Sun
- Elymus cylindricus Honda
- Elymus excelsus Turcz. ex Griseb.
- Elymus franchetii Kitag.
- Elymus molliusculus L.B.Cai
- Elymus osensis Ohwi
- Elymus submuticus (Keng) Á.Löve
- Elymus tangutorum (Nevski) Hand.-Mazz.
- Elymus villifer C.P.Wang & X.L.Yang
- Elymus villosulus Ohwi
- Elymus woroschilowii Prob.
- Elymus xiningensis L.B.Cai